# 朱詮鏴
清源荣僖王朱诠鏴（1467年—1515年），明朝清源庄简王朱幼㘧的嫡四子和第五子，瀋康王朱佶焞孙，瀋简王朱模曾孙，明太祖玄孙。明朝第二代清源王。

## 生平
朱詮鏴起初被朝廷册封为镇国将军。其后，朱诠鏴的堂叔黎城王朱幼因为没有儿子，请求按例以朱詮鏴为自己的嗣子，奉承宗祀。成化十三年（1477年）三月朱幼去世后，朱诠鏴的大伯瀋王朱幼㙾也為他提出请求。四月，朝廷命朱詮鏴为朱幼的嗣子。
后来因为朱诠鏴的兄长们都早逝无嗣，弘治九年（1496年）五月，瀋王朱幼㙾奏请让朱诠鏴仍归本宗，明孝宗同意，批示等朱诠鏴有其他的儿子後再令其他儿子继续奉祀朱幼。弘治十四年（1501年）八月，生父朱幼㘧逝世。弘治十七年（1504年）十二月，明孝宗御奉天殿傳詔遣定西侯蔣驥、鎮遠侯顧仕隆、成安伯郭寧、懷柔伯施瓚、彰武伯楊質、武進伯朱潔、遂安伯陳鏸、彭城伯張信、宣城伯衛璋、南和伯方壽祥持節充正使，尚寶司司丞徐文煥、禮科給事中葛嵩、中書舍人沈銳、顧守元、鴻臚寺右寺丞吳泰、戶部員外郎高選、王崇文、禮部員外郎鄭允、宣刑部員外郎汪獲麟、行人司右司副陳璧充副使，冊封朱詮鏴為清源王，夫人程氏進為清源王妃。
弘治十八年（1505年）四月，瀋王朱幼㙾奏称朱诠鏴生有三子，请求由朱诠鏴第三子朱勛洺奉祀朱幼，请求孝宗下敕书，获准。
正德十年（1515年），朱诠鏴去世。正德十六年（1521年）八月，嫡长子朱勛瀳受册袭封清源王。

## 评价
- 《弇山堂别集》卷074：寵祿光大，小心畏忌。

## 家庭

### 妻妾
- 王妃程氏

### 子孙
- 嫡长子清源端和王朱勛瀳
- 嫡第三子黎城奉祀镇国将军朱勛洺，弘治十六年（1503年）七月赐名[9]
- 嫡第四子朱勛濢，弘治十七年（1504年）七月赐名[10]